# شهرستان کراسنوسلسک
شهرستان کراسنوسلسک (ارمنی: Կրասնոսելսկի շրջան) یکی از شهرستان‌های جمهوری شوروی سوسیالیستی ارمنستان در تقسیم‌بندی جمهوری شوروی سوسیالیستی ارمنستان بود. مرکز این شهرستان کراسنوسلسک بود. طبق سرشماری سال ۱۹۸۷ میلادی جمعیت آن بالغ بر ۲۸٬۰۰۰ تن و مساحت آن ۶۹۷ کیلومتر مربع بود. 

## مناطق مسکونی
- آغبرک
- کالاوان
- آرتسواشن
- آرتانیش
- بارپات
- گتیک
- آیگوت
- تتوجور
- دراختیک
- Ղարաղայա
- مارتونی
- آنتارامج
- شورژا
- Չայքենդ
- جیل
- چاپکوت
- واهان

## نگارخانه

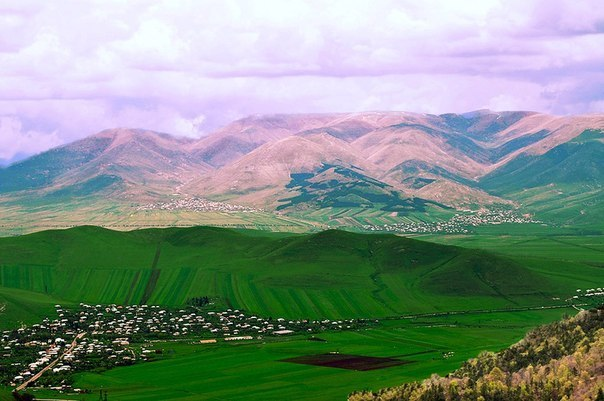
چامباراک
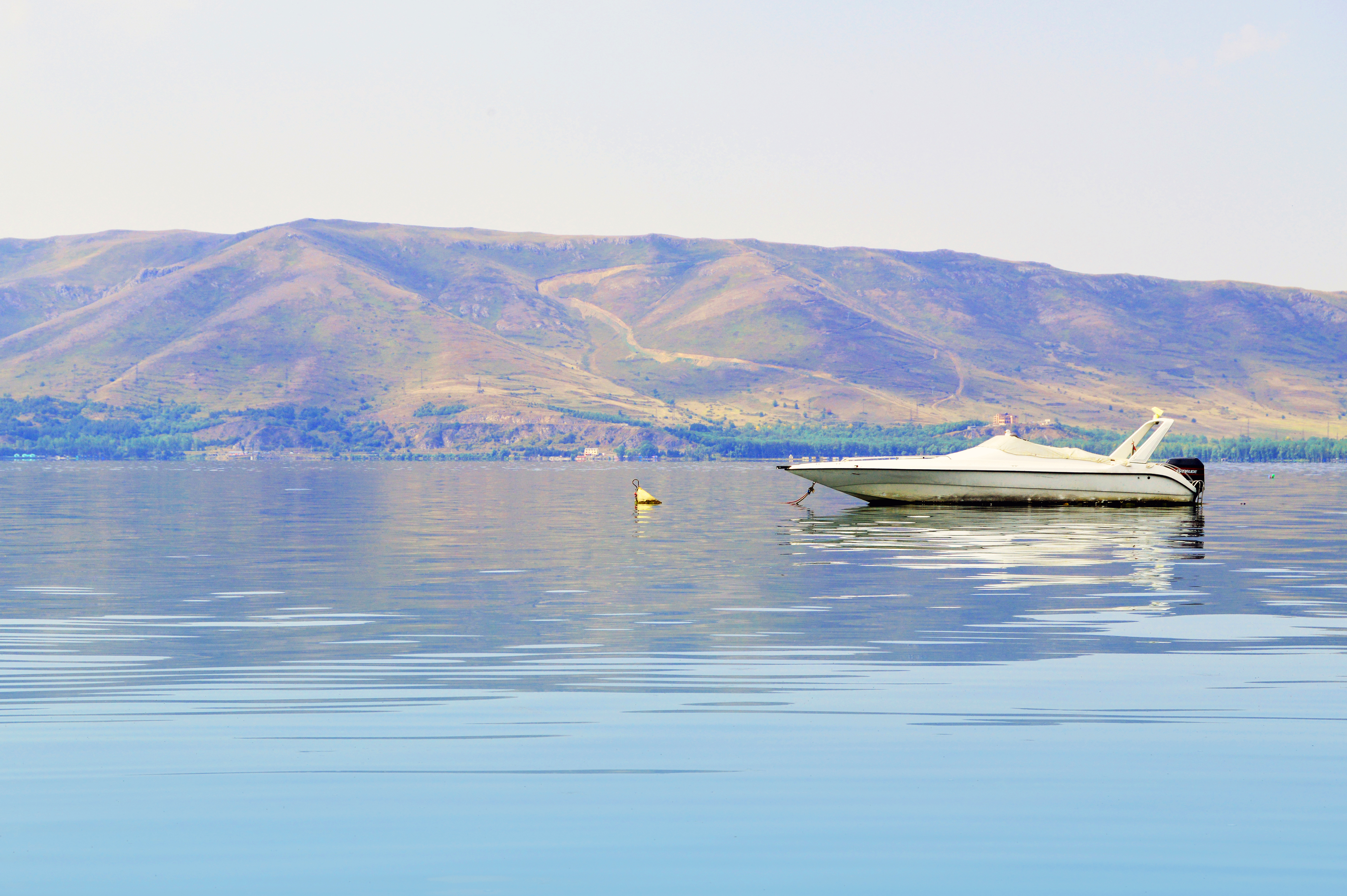
دریاچه سوان
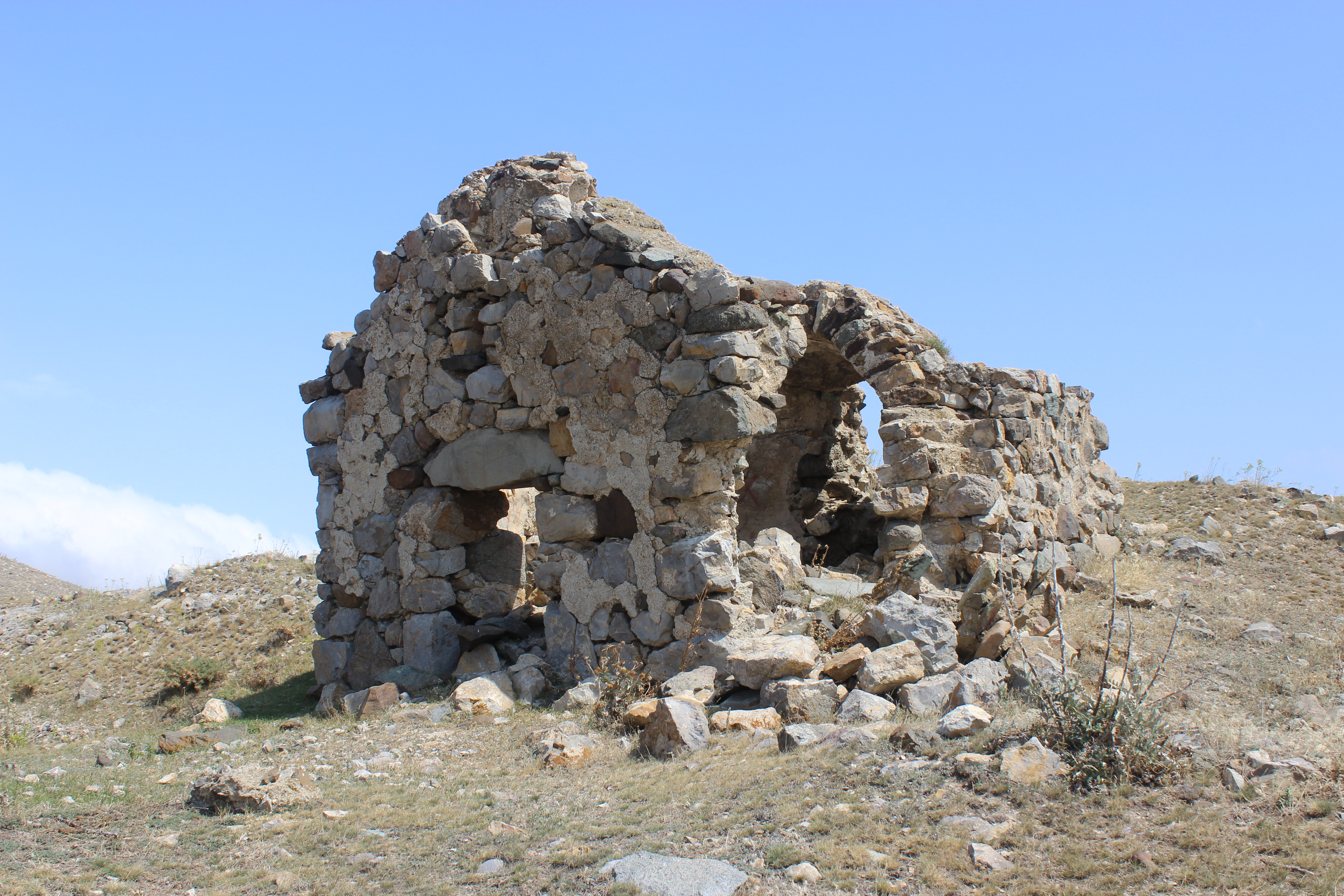
Մատուռի ավերակ شورژاյում